# Tennis in the Land 2023
Tennis in the Land 2023  a fost un turneu profesionist de tenis feminin care s-a disputat pe terenuri hard în aer liber, pe Topnotch Stadium, un stadion temporar specific tenisului construit în The Flats din Cleveland, Ohio. A fost cea de-a treia ediție a turneului și a făcut parte din categoria WTA 250 a circuitului WTA 2023.

## Campioni

### Simplu
Pentru mai multe informații consultați Tennis in the Land 2023 – Simplu

### Dublu
Pentru mai multe informații consultați Tennis in the Land 2023 – Dublu

## Distribuția punctelor
| Probă  | C   | F   | SF  | QF | R16 | R32 | Q   | Q2  | Q1  |
| Simplu | 280 | 180 | 110 | 60 | 30  | 1   | 18  | 12  | 1   |
| Dublu  | 280 | 180 | 110 | 60 | 1   | N/A | N/A | N/A | N/A |

### Premii în bani
| Probă          | C       | F       | SF      | QF     | R16    | R321   | Q2  | Q1  |
| Simplu feminin | $33,200 | $19,750 | $11,000 | $6,200 | $4,100 | $2,835 | $   | $   |
| Dublu feminin* | $10,300 | $6,700  | $3,950  | $2,350 | $1,800 | N/A    | N/A | N/A |

1Premiile în bani din calificări sunt, de asemenea, premii în bani pentru R32.

*per echipă